# Всемирная сеть биосферных резерватов

Диаграмма количества биосферных заповедников по странам.

Всемирная сеть биосферных резерватов (араб. برنامج الإنسان والمحيط الحيوي‎, англ. UNESCO World Network of Biosphere Reserves, фр. Programme sur l'homme et la biosphère) — создана в рамках программы ЮНЕСКО «Человек и биосфера» и объединяет в себе особо охраняемые природные территории, призванные демонстрировать сбалансированное взаимодействие природы и человека, концепцию устойчивого развития окружающей среды. Международная сеть заповедников является своеобразным двигателем для обмена знаниями и опытом, для образовательных и исследовательских программ, для мониторинга и для принятия совместных решений.  
К 2024 году было создано 759 биосферных резервата в 136 странах по всему миру, в том числе есть ряд международных, или транснациональных, резерватов. Наибольшее количество биосферных резерватов располагается не территории России (48) и Испании (55).

## История создания сети
Идея создания специальных зон, в которых можно заниматься не только сохранением биологического разнообразия, но и мониторингом экологических процессов, появилась почти сразу. В 1974 году в США был основан первый биологический резерват, основной деятельностью которого было проведение долгосрочных исследований (по базе данных программы первые биосферные заповедники появились в 1976 году). В 1976 году было определено понятие биосферного резервата. Первые биологические заповедники открывались на базе уже существующих особо охраняемых природных территорий, преимущественно национальных парков и заповедников, где стали проводиться научные исследования под эгидой МАБ. Соответственно, они практически не выполняли функции сотрудничества, и у них отсутствовала переходная зона.
В 1983 году в Минске, СССР, прошёл первый Конгресс по биосферным резерватам, в результате которого был выработан детальный план развития.
В 1992 году на Саммите Планеты Земля в Рио-де-Жанейро была принята конвенция о биологическом разнообразии, которая подтвердила необходимость глобального анализа социальных и экономических проблем вместе с проблемами окружающей среды. Конвенция представила экосистемный подход и сформулировала идею вовлечения местного населения в сохранение и развитие местной окружающей среды.
Севильская конференция ЮНЕСКО в 1995 году сформировала Севильскую стратегию и приняла Положение о биосферных резерватах. В положении определяются процессы формирования сети, номинации, утверждения и исключения резерватов, периодического пересмотра деятельности. Севильская стратегия стала основополагающим документом в работе программы.

### Динамика изменения количества биосферных заповедников в мире
| Год  | Количество биосферных заповедников | Количество стран-участниц |
| ---- | ---------------------------------- | ------------------------- |
| 1976 | 59                                 | 8                         |
| 1981 | 200                                | 55                        |
| 2009 | 533                                | 107                       |
| 2022 | 738                                | 134                       |
| 2024 | 759                                | 136                       |

## Определение биосферного резервата
Ещё в 1970-х годах специалисты ООН предложили для биосферных резерватов концепцию зонирования, которая заключается в создании трёх специальных зон: ядро, буферная зона и переходная зона. Ядро, или основная территория, — наименее нарушенная экосистема. Оно пользуется долгосрочной защитой и позволяет сохранять биологическое разнообразие. В ядре проводятся исследования и другая, не вносящая больших нарушений, деятельность, например, образовательная. В биосферном заповеднике может быть одна или несколько основных территорий. Буферная зона располагается вокруг ядер или примыкает к ним. Она используется для осуществления экологически безопасной деятельности, например, экотуризма, а также прикладных и фундаментальных исследований. Буферная зона должна быть чётко определена. Переходная зона, или зона сотрудничества, допускает размещение населённых пунктов и некоторую сельскохозяйственную деятельность. В зоне сотрудничества местные администрации и другие организации работают совместно в целях рационального управления и устойчивого воспроизводства ресурсов.
Сохранение биоразнообразия в зоне с наиболее строгим природоохранным режимом является основным результатом зонирования. В буферной зоне существуют менее жёсткие ограничения природопользования, а в зоне сотрудничества ограничения касаются только определённых форм деятельности, которые могут нанести непоправимый ущерб природным комплексам, охраняемым биосферными резерватами. Сотрудники резервата не имеют полномочий осуществлять контроль землепользования в переходной зоне. Переговоры носят добровольный характер, основанный на взаимном признании интересов. В случае возникновения противоречий при отсутствии законодательной базы защита биосферных резерватов со стороны государства в зоне сотрудничества практически невозможна.

## Процесс номинирования
Согласно 3 статье Положения, для включения в международную сеть каждый биосферный заповедник должен выполнять ряд взаимодополняющих функций: сохранения, развития и научно-техническую функцию.
Биосферные резерваты утверждаются Международным координационным советом программы «Человек и биосфера» по заявке соответствующего государства.

## Региональные сети
Существенную роль в работе программы «Человек и биосфера» играют региональные сети. Региональных сетей пять. Они не имеют строгих границ и ряд государств участвует в работе нескольких сетей, например, в базе данных программы биосферные резерваты Алжира включены как в региональную сеть лиги арабских государств, так и в региональную сеть Африки. Биосферные заповедники распределены по региональным сетям следующим образом по стоянию на 2022 год:
| Регион ЮНЕСКО                                  | Количество рансграничные заповедники в рамках одного региона посчитаны один раз биосферных заповедников | Количество стран-участниц |
| ---------------------------------------------- | --- | ------------------------- |
| Африка                                         | 86 | 31                        |
| Лига арабских государств                       | 35 | 14                        |
| Азия и Тихоокеанский регион                    | 168 | 40                        |
| Европа и Северная Америка                      | 306 | 24                        |
| Латинская Америка и страны Карибского бассейна | 132 | 22                        |

### Всемирная сеть биосферных резерватов в Африке
Африканская сеть была создана на региональной конференции по кооперации биосферных резерватов в области сохранения биоразнообразия и устойчивого развития, которая проходила в 1996 году в Дакаре, Сенегал. Последняя встреча в рамках сети прошла в Кейптауне, ЮАР, с 10 по 15 сентября 2007 года. Для увеличения эффективности работы региональной сети было создано четыре тематических подпроекта по зонированию и улучшению функционирования биосферных заповедников, по связи биосферных заповедников с местными администрациями, включая социальное и финансовое взаимодействие, по созданию трансграничных международных биосферных заповедников, по логистической поддержке функционирования заповедников.
|                              |                       |                     |
| Болома-Бижагиш, Гвинея-Бисау | Маунт-Муланже, Малави | Кейп-Уайнлендс, ЮАР |

### Всемирная сеть биосферных резерватов в Лиге арабских государств
Арабская сеть биосферных резерватов была официально создана в 1997 году на встрече в Аммане, Иордания. Целью создания региональной сети является объединение усилий национальных комитетов стран Лиги арабских государств по образованию биосферных резерватов и проведению совместных исследований. Участники сети сформировали координационнаый совет, который собирается раз в два года. На встречах совета также проходят совещания экспертов и технических рабочих групп. Последняя встреча координационного совета, пятая по счёту, прошла в июне 2007 года в Шарм-эш-Шейхе, Египет.
|                |                  |            |
| Сокотра, Йемен | Джурджура, Алжир | Шуф, Ливан |

### Всемирная сеть биосферных резерватов в Азии и Тихоокеанском регионе
Региональная сеть биосферных заповедников в Азии и Тихоокеанском регионе является единственной сетью, которая в свою очередь разделена на секции:
- Восточно-Азиатская сеть биосферных заповедников;
- Юго-Восточно-Азиатская сеть биосферных заповедников;
- Тихоокеанская сеть биосферных заповедников;
- Южно- и Центрально-Азиатская сеть биосферных заповедников.

Восточно-Азиатская сеть биосферных резерватов была образована в 1994 году и включает такие страны как КНДР, Республика Корея, Китай, Монголия, Япония. В 1998 году к сети присоединилась Россия. Сотрудничество осуществляется 16 биосферными заповедниками, которые находятся в азиатской части страны. Общие совещания в рамках ВАСБР проводятся при поддержке Пекинского бюро ЮНЕСКО раз в два года. Последнее совещаение, 11-е по счёту, прошло в городе Вуишань (Вуишанский биосферный заповедник), Китай с 9 по 16 ноября 2009 года. Одним из результатов совещания стало принятие решения об укреплении связей с юго-восточно-азиатской сетью, включая проведение совместных совещаний, другим результатом является подтверждение необходимости трансграничного сотрудничества между биологическими заповедниками. В региональной сети нет ни одного международного резервата, хотя, например, Даурский биологический заповедник в России уже несколько лет сотрудничает с близлежащими резерватами в Монголии (Монгол Дагуур) и Китае (Далай-нор).
Юго-Восточно-Азиатская сеть биосферных заповедников была образована в 1998 году и включает такие страны как Камбоджа, Китай, Индонезия, Япония, Лаос, Малайзия, Мьянма, Филиппины, Таиланд и Вьетнам. Кроме того, к совещаниям часто присоединяется Австралия. Сеть работает в рамках регионального бюро ЮНЕКСО в Джакарте.
Тихоокеанская сеть биосферных заповедников была образована в 2006 году и включает в себя четыре островных государства в Тихом океане: Федеративные Штаты Микронезии, Кирибати, Палау и Самоа. Создание тихоокеанской сети отражает интересы региона в полноправном участии в международной сети биосферных заповедников. В настоящее время в регионе создано два биосферных заповедника
Южно- и Центрально-Азиатская сеть биосферных заповедников была образована в 1998 году и включает такие страны как Бангладеш, Бутан, Индия, Иран, Монголия, Непал, Пакистан и Шри-Ланка.
|                      |                 |                     |
| Озеро Чини, Малайзия | Кат Ба, Вьетнам | Tonle Sap, Камбоджа |

### Всемирная сеть биосферных резерватов в Европе и Северной Америке
Европейская сеть биосферных заповедников является самой большой и охватывает регионы по всему миру, включая Европу и Северную Америку — континенты с богатым природным наследием и значительным разнообразием экосистем. При этом Россия, являясь крупнейшей страной мира, занимает около одной шестой части суши планеты, что делает её особенно значимой в глобальной системе охраны природы.
Европа — континент с давней историей интенсивного хозяйственного освоения, что создает особую важность для сохранения природных территорий. Биосферные резерватты на европейском континенте охватывают разнообразные природные зоны: от арктических тундр Скандинавии до средиземноморских лесов и горных массивов Альп. Эти резерватты выполняют функции природных лабораторий, где изучается взаимодействие человека и природы, ведется сохранение редких видов животных и растений, а также развиваются практики устойчивого природопользования. Среди известных европейских биосферных резерватов — Шварцвальд в Германии, Пирин в Болгарии и Сояно-Шушенский в России.
Северная Америка характеризуется большим разнообразием природных ландшафтов — от арктических тундр и тайги на севере до пустынь и тропических лесов на юге. Биосферные резерватты здесь включают крупные национальные парки и территории с традиционным природопользованием коренных народов. Они играют важную роль в сохранении природных процессов, поддержке миграций животных, сохранении редких видов и восстановлении экосистем. Знаковыми примерами являются Йеллоустонский национальный парк в США, биосферный заповедник Великих озёр в Канаде и национальный парк Банф, также в Канаде. Эти территории служат центрами экологических исследований и популяризируют экологический туризм.
Россия занимает уникальное место в мировой системе биосферных резерватов благодаря своей огромной территории — около 17 миллионов квадратных километров, что составляет примерно одну шестую часть всей суши Земли. Такая масштабная площадь включает в себя широкий спектр природных зон: от арктических пустынь и тундр до субтропических лесов Черноморского побережья. В России расположено множество биосферных резерватов, которые охраняют разнообразные экосистемы — тайгу, тундру, степи, горы и морские побережья. Среди наиболее значимых — Байкальский, Кавказский, Кроноцкий на Камчатке. Эти территории не только сохраняют редкие и уникальные виды флоры и фауны, но и служат важными центрами научных исследований и экологического образования.
Учитывая огромные размеры и разнообразие природных ландшафтов, Россия вносит значительный вклад в сохранение глобального биологического разнообразия и стабилизацию климатических процессов. Российские биосферные резерватты способствуют контролю качества воздуха и воды, поддержанию углеродного баланса и обеспечению среды обитания для множества видов, включая находящихся под угрозой исчезновения. Россия активно участвует в международных природоохранных программах и развитии сети биосферных резерватов ЮНЕСКО, что способствует обмену опытом, развитию научных исследований и совершенствованию методов устойчивого природопользования.
|                                    |                            |                     |
| Саяно-Шушенский заповедник, Россия | Ниагара-Эскарпмент, Канада | Энтлебух, Швейцария |

### Всемирная сеть биосферных резерватов в Латинской Америке и странах Карибского бассейна
Латиноамериканская региональная сеть призвана усилить деятельность программы в странах Латинской Америки и Карибского бассейна, а также Испании и Португалии посредством консолидации усилий национальных комитетов в сфере сотрудничества и создания новых биосферных заповедников. 14-е совещание региональной сети прошло вместе с первой латиноамериканской конференцией с 9 по 14 ноября 2010 года в Пуэро-Морелос, Мексика.
|                     |                           |                         |
| Sian Ka´an, Мексика | La Campana-Pecuelas, Чили | Paraná Delta, Аргентина |

## Биосферные резерваты по странам
Ниже приведены страны, на территории которых расположены биосферные заповедники с указанием количества и региона (данные 2010 года):
| Страна                           | Количество биосферных заповедников | Регион                   |
| -------------------------------- | ---------------------------------- | ------------------------ |
| Австралия                        | 15                                 | Азия и ТО                |
| Австрия                          | 6                                  | Европа и СА              |
| Алжир                            | 6                                  | Лига арабских государств |
| Аргентина                        | 12                                 | Латинская Америка и КБ   |
| Беларусь                         | 4                                  | Европа и СА              |
| Бенин                            | 2                                  | Африка                   |
| Болгария                         | 16                                 | Европа и СА              |
| Боливия                          | 3                                  | Латинская Америка и КБ   |
| Бразилия                         | 6                                  | Латинская Америка и КБ   |
| Буркина-Фасо                     | 2                                  | Африка                   |
| Великобритания                   | 9                                  | Европа и СА              |
| Венгрия                          | 5                                  | Европа и СА              |
| Венесуэла                        | 2                                  | Латинская Америка и КБ   |
| Вьетнам                          | 8                                  | Азия и ТО                |
| Габон                            | 1                                  | Африка                   |
| Гана                             | 1                                  | Африка                   |
| Гватемала                        | 2                                  | Латинская Америка и КБ   |
| Гвинея                           | 4                                  | Африка                   |
| Гвинея-Бисау                     | 1                                  | Африка                   |
| Германия                         | 16                                 | Европа и СА              |
| Гондурас                         | 1                                  | Латинская Америка и КБ   |
| Греция                           | 2                                  | Европа и СА              |
| Дания                            | 1                                  | Европа и СА              |
| Доминиканская Республика         | 1                                  | Латинская Америка и КБ   |
| Египет                           | 2                                  | Лига арабских государств |
| Израиль                          | 1                                  | Европа и СА              |
| Индия                            | 7                                  | Азия и ТО                |
| Индонезия                        | 7                                  | Азия и ТО                |
| Иордания                         | 1                                  | Лига арабских государств |
| Иран                             | 9                                  | Азия и ТО                |
| Ирландия                         | 2                                  | Европа и СА              |
| Испания                          | 34                                 | Европа и СА              |
| Италия                           | 8                                  | Европа и СА              |
| Йемен                            | 1                                  | Лига арабских государств |
| Казахстан                        | 4                                  | Азия и ТО                |
| Камбоджа                         | 1                                  | Азия и ТО                |
| Камерун                          | 3                                  | Африка                   |
| Канада                           | 15                                 | Европа и СА              |
| Катар                            | 1                                  | Лига арабских государств |
| Кения                            | 6                                  | Африка                   |
| Кыргызстан                       | 2                                  | Азия и ТО                |
| Китай                            | 28                                 | Азия и ТО                |
| Колумбия                         | 5                                  | Латинская Америка и КБ   |
| Республика Конго                 | 2                                  | Африка                   |
| Демократическая Республика Конго | 3                                  | Африка                   |
| КНДР                             | 3                                  | Азия и ТО                |
| Республика Корея                 | 3                                  | Азия и ТО                |
| Коста-Рика                       | 3                                  | Латинская Америка и КБ   |
| Кот-д’Ивуар                      | 2                                  | Африка                   |
| Куба                             | 6                                  | Латинская Америка и КБ   |
| Латвия                           | 1                                  | Европа и СА              |
| Ливан                            | 3                                  | Лига арабских государств |
| Маврикий                         | 1                                  | Азия и ТО                |
| Мавритания                       | 1                                  | Лига арабских государств |
| Мадагаскар                       | 3                                  | Африка                   |
| Малави                           | 1                                  | Африка                   |
| Малайзия                         | 1                                  | Азия и ТО                |
| Мали                             | 1                                  | Африка                   |
| Марокко                          | 3                                  | Лига арабских государств |
| Мексика                          | 37                                 | Латинская Америка и КБ   |
| Микронезия                       | 2                                  | Азия и ТО                |
| Монголия                         | 6                                  | Азия и ТО                |
| Нигер                            | 2                                  | Африка                   |
| Нигерия                          | 1                                  | Африка                   |
| Нидерланды                       | 1                                  | Европа и СА              |
| Никарагуа                        | 2                                  | Латинская Америка и КБ   |
| ОАЭ                              | 1                                  | Лига арабских государств |
| Пакистан                         | 1                                  | Азия и ТО                |
| Палау                            | 1                                  | Африка                   |
| Панама                           | 2                                  | Латинская Америка и КБ   |
| Парагвай                         | 2                                  | Латинская Америка и КБ   |
| Перу                             | 7                                  | Латинская Америка и КБ   |
| Польша                           | 9                                  | Европа и СА              |
| Португалия                       | 4                                  | Европа и СА              |
| Россия                           | 44                                 | Европа и СА              |
| Румыния                          | 2                                  | Европа и СА              |
| Руанда                           | 1                                  | Африка                   |
| Сальвадор                        | 3                                  | Латинская Америка и КБ   |
| Сенегал                          | 4                                  | Африка                   |
| Сербия                           | 1                                  | Европа и СА              |
| Сирия                            | 1                                  | Лига арабских государств |
| Словакия                         | 2                                  | Европа и СА              |
| Словения                         | 2                                  | Европа и СА              |
| Судан                            | 2                                  | Лига арабских государств |
| США                              | 47                                 | Европа и СА              |
| Таиланд                          | 4                                  | Азия и ТО                |
| Танзания                         | 3                                  | Африка                   |
| Тунис                            | 4                                  | Лига арабских государств |
| Туркменистан                     | 1                                  | Азия и ТО                |
| Турция                           | 1                                  | Европа и СА              |
| Уганда                           | 1                                  | Африка                   |
| Узбекистан                       | 1                                  | Азия и ТО                |
| Украина                          | 7                                  | Европа и СА              |
| Уругвай                          | 1                                  | Латинская Америка и КБ   |
| Филиппины                        | 2                                  | Азия и ТО                |
| Финляндия                        | 2                                  | Европа и СА              |
| Франция                          | 10                                 | Европа и СА              |
| Хорватия                         | 1                                  | Европа и СА              |
| ЦАР                              | 2                                  | Африка                   |
| Черногория                       | 1                                  | Европа и СА              |
| Чехия                            | 6                                  | Европа и СА              |
| Чили                             | 9                                  | Латинская Америка и КБ   |
| Швейцария                        | 2                                  | Европа и СА              |
| Швеция                           | 2                                  | Европа и СА              |
| Шри-Ланка                        | 4                                  | Азия и ТО                |
| Эквадор                          | 4                                  | Латинская Америка и КБ   |
| Эстония                          | 1                                  | Европа и СА              |
| ЮАР                              | 5                                  | Африка                   |
| Япония                           | 4                                  | Азия и ТО                |

Международные заповедники включены во все страны, на территории которых они находятся. В настоящее время действует 8 международных заповедников:
- 'W' Region — Бенин, Буркина-Фасо, Нигер;
- Krkonoše / Karkonosze — Польша, Чехия;
- Vosges du Nord / Pfдlzerwald — Германия, Франция;
- Delta du fleuve Senegal — Мавритания, Сенегал;
- Intercontinental BR of the Mediterranean — Испания, Марокко;
- East Carpathians — Польша, Словакия, Украина;
- Tatra — Польша, Словакия;
- Danube Delta — Румыния, Украина.